# Spirit Airlines
Spirit Airlines, Inc., kortweg Spirit Airlines is een Amerikaanse ultralagekostenluchtvaartmaatschappij (ook wel met de algemene term prijsvechters aangeduid), met het hoofdkantoor in Miramar (Florida). In de (populaire) media en in het spraakgebruik wordt de naam van de maatschappij vaak nog wel verder verkort tot "Spirit Air" of zelfs alleen "Spirit", dat ook als enige woord uit de volledige naam op hun nieuwe logo prijkt.

## Activiteiten
De maatschappij heeft hubs op de vliegvelden Atlantic City (New Jersey), Chicago O'Hare (Illinois), Dallas/Fort Worth (Texas), Detroit (Michigan), Fort Lauderdale (Florida) en Las Vegas (Nevada).
Spirit Airlines vliegt op circa 70 bestemmingen in de Verenigde Staten, het Caribisch gebied, Mexico, Latijns-Amerika en Zuid-Amerika. Het vliegt daarmee op meer landen dan continentale vliegmaatschappijen in de VS, maar vliegt sinds 2018 niet op internationale bestemmingen als Canada, Groenland, Eurazië, Afrika of Oceanië (Australazië).
De aandelen van het bedrijf staan genoteerd aan de New York Stock Exchange (NYSE) onder de ticker symbol SAVE, en was in 2018 de op zes na grootste commerciële vliegmaatschappij in de Verenigde Staten.

### Resultaten
De luchtvaartmaatschappij heeft een snelle groei doorgemaakt. Tijdens de coronapandemie raakte het bedrijf in de problemen, mede door de sterke daling van het aantal passagiers. Na de pandemie kwamen de passagiers wel terug en steeg de omzet, maar de verliezen werden niet weggewerkt.
| Jaar | Omzet           | Netto resultaat | Werknemers (in FTE, gemiddeld) | Aantal passagiers (miljoen) | Aantal vliegtuigen (jaareinde) |
| Jaar | (× US$ miljoen) | (× US$ miljoen) | Werknemers (in FTE, gemiddeld) | Aantal passagiers (miljoen) | Aantal vliegtuigen (jaareinde) |
| ---- | --------------- | --------------- | ------------------------------ | --------------------------- | ------------------------------ |
| 2014 | 1932            | 225             | 3722                           | 14,3                        | 65                             |
| 2015 | 2141            | 317             | 4326                           | 17,9                        | 79                             |
| 2016 | 2320            | 263             | 5159                           | 21,6                        | 95                             |
| 2017 | 2644            | 416             | 6100                           | 24,2                        | 112                            |
| 2018 | 3323            | 156             | 7110                           | 29,3                        | 128                            |
| 2019 | 3831            | 335             | 8938                           | 34,5                        | 145                            |
| 2020 | 1810            | −429            | 8756                           | 18,4                        | 157                            |
| 2021 | 3230            | −473            | 9218                           | 30,8                        | 173                            |
| 2022 | 5068            | −554            | 11.107                         | 38,5                        | 194                            |
| 2023 | 5362            | −447            | 12.798                         | 44,1                        | 205                            |

## Geschiedenis

### Beginjaren (1964–2007)
Het bedrijf was oorspronkelijk in 1964 opgericht als "Clippert Trucker Company", en veranderde in 1974 de naam naar "Ground Air Transfer, Inc.", tot dan toe nog steeds een vervoerder over de weg. In 1983 ging het bedrijf verder onder de naam "Charter One" als een pakketvervoersdienst per luchtvaart. Deze charterservice opereerde vanuit Detroit, en fungeerde als bezorgdienst van pakketten naar bestemmingen als Atlantic City, Las Vegas en de Bahama's. In 1990 werd de eerste passagierslijndienst van Boston (Massachusetts) en Providence (Rhode Island) naar Atlantic City in gebruik genomen. Op 29 mei 1992 werd het eerste straalvliegtuig aan de vloot toegevoegd en werd het bedrijf verdoopt tot "Spirit Airlines". Tussen 1992 en 1999 werden gaandeweg meer en meer lijndiensten van en naar andere bestemmingen in gebruik genomen, zoal Detroit, Boston, Orlando, Fort Lauderdale, St. Petersburg (Florida), Fort Myers (Florida), Philadelphia, Myrtle Beach (South Carolina), Los Angeles en New York.
Het hoofdkantoor van Spirit Airlines was oorspronkelijk gevestigd in Eastpointe, Michigan (voorheen "Oost-Detroit") in de metropoolregio Detroit. In november 1999 werd het hoofdkantoor – nadat eerst Atlantic City en Detroit waren overwogen – verhuisd naar Miramar, in de metropoolregio Miami van de staat Florida.
In 2001 breidde Spirit Airlines de lijnvluchten uit met bestemming San Juan – tezamen met een gelijktijdige, volledig Spaanstalige vliegticketboekingsservice en klantenservice met bijbehorende website – en werden in 2003 de vluchten naar Ronald Reagan Washington National Airport – die na de aanslagen van 11 september waren gestaakt – hervat. In de jaren erop tot en met 2007 werden de lijnvluchten verder uitgebreid met bestemmingen naar het Kaaimaneiland Grand Cayman, San Francisco, Costa Rica, Haïti, de Nederlandse Antillen en Venezuela.
Tot dan toe was de vloot ondertussen uitgebreid met DC-9- en MD-80-toestellen van vliegtuigbouwer McDonnell Douglas, maar in 2006 had Spirit Airlines een optie op de aankoop van een dertigtal Airbus A320-200 toestellen genomen om de uitbreiding het hoofd te kunnen bieden. De levering van deze toestellen begon in 2010 en in 2018 zou de vloot geheel uit toestellen van het Europese Airbus bestaan.

### Recente geschiedenis (2007–)
In 2007 begon Spirit Airlines met het omvormen naar een ultra low cost carrier (ultralagekostenluchtvaartmaatschappij, een ultieme prijsvechter), waarbij de vliegtickets extreem goedkoop geprijsd werden aangeboden, met nog lagere ticketprijzen dan die van (andere) lagekostenluchtvaartmaatschappijen (low cost carriers). De keerzijde (of de compensatie van de lagere inkomsten uit de ticketverkoop) was een verdienmodel waarbij voor vele tot vrijwel alle aanvullende diensten en voorzieningen – die bij de conventionele maatschappijen toentertijd bij de ticketprijs inbegrepen waren – extra toeslagen betaald diende te worden. Voorbeelden van diensten, handelingen of andere zaken waar een toeslag voor betaald moest worden zijn: afgifte van een papieren boarding pass en afhandeling (in plaats van online inchecken), voorkeur voor zitplaatsen, fors hogere toeslagen op overgewicht van ingecheckte bagage én op overgewicht of bovenmatige afmetingen van handbagage, toeslagen voor omboeken of aanpassen van het vliegticket en meer. In 2011 was Spirit Airlines de eerste Amerikaanse vliegmaatschappij waar een toeslag voor alle handbagage betaald diende te worden, later gevolgd door enkele andere maatschappijen. In 2008 begon Spirit met het aanbieden van advertentieruimte aan andere bedrijven voor reclame aan de flanken van hun toestellen, op de opbergcompartimenten (zoals die voor handbagage boven de zitplaatsen), op de klaptafeltjes, stoelhoezen en de scheidingswanden in de passagiersruimte.
In 2010 werd de businessclassservice Spirit Plus afgeschaft en omgedoopt tot Big Front Seat. Eveneens tegen een toeslag kon men tickets deze ruimere zitplaatsen boeken of er op het vliegveld zelf bij het inchecken naar opwaarderen. In hetzelfde jaar was ook de uitlevering van de in 2006 bestelde Airbustoestellen begonnen.
In september 2012 werden vluchten naar Ronald Reagan Washington National Airport (voor de bestemming Washington D.C. en omgeving) verlegd naar het verder van de hoofdstad gelegen Baltimore/Washington International Thurgood Marshall Airport (BWI Airport), een van de hubs van Spirit Airlines. De twee vliegvelden liggen ongeveer 60 kilometer van elkaar af. De afstand van de luchthaven Baltimore/Washington International naar Washington D.C. is ongeveer 50 kilometer, waarvoor een Amtraktreindienst en een BWI-shuttleservice per bus tussen beide locaties beschikbaar is.
In januari 2016 legde de toenmalige CEO Ben Baldanza zijn functie neer, en werd opgevolgd door Robert L. Fornaro, voormalige CEO van Tran Air. Daardoor ontstonden geruchten dat Spirit Airlines mogelijk zou fuseren met Frontier Airlines, waardoor dan de grootste ultralagekostenluchtvaartmaatschappij van Noord- en Zuid-Amerika zou ontstaan. Fornaro voerde veranderingen door om zowel de werkomstandigheden als de ervaringen van de reizigers te verbeteren, en ging een samenwerking aan met "the Disney Institute" om nieuwe servicestandaarden door te voeren alsmede een ander intern beleid teneinde een meer uitnodigende werkomgeving te realiseren.
In november van 2017 behaalde Spirit Airlines de tweede plaats gemeten naar het aantal vluchten dat op tijd vertrok en aankwam (on time performance), achter Delta Airlines. Desalniettemin was het een hele verbetering ten opzichte van 2015, toen zij nog op de dertiende plaats stonden met (slechts) 68,7% van de vluchten op tijd. In februari van 2018 stond Spirit Arlines als enige Amerikaanse vliegmaatschappij in de lijst van de "tien veiligste vliegmaatschappijen ter wereld" ("Top 10 safest airlines in the world").
In januari 2018 kreeg Spirit Airlines van Skytrax drie sterren toegekend, een meer dan het jaar ervoor. De maatschappij behaalde echter slechts de achtse plaats in de categorie "Beste lagekostenluchtvaartmaatschappij in Noord-Amerika" (Best Low-Cost Arlines in North America).
In mei 2018 kondigde Spirit Airlines aan dat zij als eerst ultralagekostenluchtvaartmaatschappij hun toestellen zullen voorzien van highspeed-Wi-Fi-service, waar in het najaar van 2018 een start mee gemaakt zou gaan worden. Daarbij werd de verwachting uitgesproken dat de hele vloot medio zomer 2019 voorzien zou zijn van Wi-Fi-internet.
In februari 2022 maakte Frontier Airlines bekend Spirit te willen overnemen, maar vijf maanden later verwierpen de aandeelhouders van Spirit het bod.
In april 2022 maakte JetBlue Airways zijn interesse bekend voor een overname en in juli 2022 werd overeenstemming bereikt. Jetblue was bereid Spirit te kopen voor US$ 33,50 per aandeel. Zou de transactie door zijn gegaan, dan was de combinatie de vijfde grootste luchtvaartmaatschappij in de Verenigde Staten geweest. In 19 oktober 2022 keurden de aandeelhouders de transactie goed, maar het Amerikaanse ministerie van Justitie stapte naar de rechtbank om deze te blokkeren. Na een proces blokkeerde een federale rechter op 16 januari 2024 de overname van Spirit Airlines omdat het de belangen van de consumenten zou schaden. JetBlue staakte de overnamepoging op 4 maart 2024.
In november 2024 stopte ook Frontier Airlines, nogmaals, de hernieuwde plannen om te fuseren met Spirit Airlines. Spirit was inmiddels in zware financiële problemen geraakt en kondigde een bescherming tegen schuldeisers aan. Op 18 november 2024 volgde deze stap, Het bedrijf noemde als redenen de alsmaar aanhoudende verliezen, mislukte fusieovereenkomsten, hoge schulden en hevige concurrentie. Het bedrijf heeft de tijd gekregen om met de schuldeisers te onderhandelen en verwacht begin 2025 weer uit de crisis te komen. De notering aan de NYSE zal tijdelijk worden gestaakt.

## Incidenten, controverses en rechtszaken
- In 2000 werd Spirit Airlines door de Federal Aviation Administration (FAA) een boete opgelegd van 67.000 dollar wegens het schenden van federale regelgeving inzake zitplaatsaanduidingen en markeringen: er waren verschillen aangetroffen in markeringen en (plaats)aanduidingen van noodvoorzieningen, passagierszitplaatsen, opslagruimtes en deuren op acht DC-9- en MD-80-toestellen.
- In mei 2009, nadat er al meer dan vier jaar vruchteloos onderhandeld was tussen Spirit Airlines en de vakbond Air Line Pilots Association (ALPA) over beleidsregels, salaris en emolumenten, stemden 98% van de piloten in met een staking. Zij waren op dat moment veel van de slechtst betaalde Airbuspiloten in de Verenigde Staten. Op 12 juni 2010 begon de vakbondsstaking en moest Spirit Airlines dientengevolge al haar toestellen aan de grond houden, met duizenden gestrande passagiers tot gevolg. Na een akkoord – dat er in voorzag dat de compensatie en emolumenten van Spirit's piloten gelijkgetrokken werden met die van vergelijkbare Airbuspiloten in de VS – dat na hernieuwde onderhandelingen in de late avond van 16 juni werd bereikt, en op 17 juni door 75% van de piloten werd geratificeerd, werden de vluchten van Spirit Airlines hervat op 18 juni 2009.
- In 2011 werd Spirit Airlines door de US Department of Transportation (USDOT) een boete van 50.000 dollar opgelegd wegens misleidende advertentiepraktijken.
- In januari 2012 werd Spirit Airlines door de US Department of Transportation een boete van 100.000 dollar opgelegd wegens het onbehoorlijk afhandelen van klachten over hoe passagiers met een handicap of een beperking werden behandeld door de maatschappij.
- In april 2012 verklaarde Spirit Airlines bij monde van Spirit Airlines' woordvoerster Misty Pinson om de kosten van een non-refundable vliegticket à 197 dollar, dat de terminaal zieke veteraan Jerry Meekins had gekocht, niet terug te willen betalen. De 76-jarige Vietnamveteraan verzocht de kosten van het ticket terugbetaald te krijgen nadat hij van zijn arts te horen had gekregen dat de slokdarmkanker waaraan hij leed in een terminaal stadium was, en hij niet mocht vliegen. De beslissing om de kosten van het – voor Meekins nu onbruikbare – ticket niet terug te betalen leidde tot grote verontwaardiging onder veteranen en de Amerikaanse bevolking, en sommigen dreigden met een boycot van Spirit Airlines totdat de kosten van het ticket aan Meekins werden terugbetaald en hem excuses werden aangeboden. Op 4 mei 2012 bood CEO Ben Baldanza verontschuldigingen aan voor de gang van zaken, en betaalde Meekins de kosten van het ticket persoonlijk terug. Daarnaast doneerde de maatschappij een bedrag van 5000 dollar aan het Wounded Warrior Project (WWP) op naam van Meekins.
- Op 1 juli 2013 kwam een (straal)vliegtuig van Spirit Airlines op minder dan 2 mijl (circa 3,6 kilometer) afstand in de buurt van een vliegtuig met parachutisten (skydiving aircraft). Desondanks oordeelde de FAA dat hiermee geen regels of voorschriften waren overtreden.
- Spirit Airlines is meermalen verwikkeld geweest in controversiële juridische zaken, en heeft ook te maken gehad met boetes of andere sancties opgelegd door de US Department of Transportation. De meeste claims en beschuldigingen hadden betrekking op misleidende reclame, de klantenservice en het beleid van de maatschappij om bij de aanschaf van het ticket ook nog verscheidene toeslagen in rekening te brengen. In zowel 2013 als in 2015 ontving de US Department of Transportation meer klachten en meldingen over Spirit Airlines dan over enige andere luchtvaartmaatschappij.
- In februari 2018 raakte Spirit Airlines wereldwijd in opspraak toen Belen Aldecosea (destijds een 21-jarige studente in Baltimore (Maryland)), wegens een medisch spoedgeval in de familie terug naar huis in Zuid-Florida wilde vliegen met Spirit Airlines. Ondanks dat de maatschappij van tevoren tot tweemaal toe telefonisch zou hebben bevestigd dat ze haar emotional support animal,[9] een dwerghamster met de naam Pebbles, aan boord mee mocht in de cabine, en zelf met het kooitje ingecheckt zou zijn aan de incheckbalie, weigerde het personeel bij de beveiligingspassage vóór de gate alsnog om het diertje door te laten en mee aan boord te laten nemen. Aldecosea verklaarde tegenover de Baltimore Tribune en andere media dat als ze mee wilde met de vlucht, ze zich van de hamster diende te ontdoen door deze ofwel buiten vrij te laten, ofwel in een toilet van de luchthaven door te spoelen. Aldecosea meende dat het diertje buiten een onaangename, wisse dood zou sterven, en dat zij zich daarom door het personeel van Spirit Airlines – door het verstrekken van onjuiste informatie – gedwongen voelde om de hamster door het toilet te spoelen, omdat zij dat een humanere manier achtte.[10][11] In een reactie verklaarde Spirit Airlines dat ze inderdaad eerder telefonisch hadden toegezegd dat de hamster mee mocht op de vlucht, en in tegenstelling tot die toezegging toch geweigerd hadden het beestje mee aan boord te nemen – omdat in recent gewijzigde voorwaarden onder meer knaagdieren niet meer werden toegelaten wegens gezondheidsrisico's –, maar ontkenden ten stelligste dat het luchthavenpersoneel tegen Aldecosea zou hebben gezegd dat ze de hamster door het toilet van de luchthaven moest spoelen.[11][12] Met uitzondering van waar verklaringen van Aldecosea en Spirit Airlines overeenkomen, is tot op heden (medio 2018) geen volledige duidelijkheid over wat er daadwerkelijk wel en niet gezegd en gebeurd is waar de verklaringen van elkaar verschillen.[13]

## Spirit Airlines-vloot

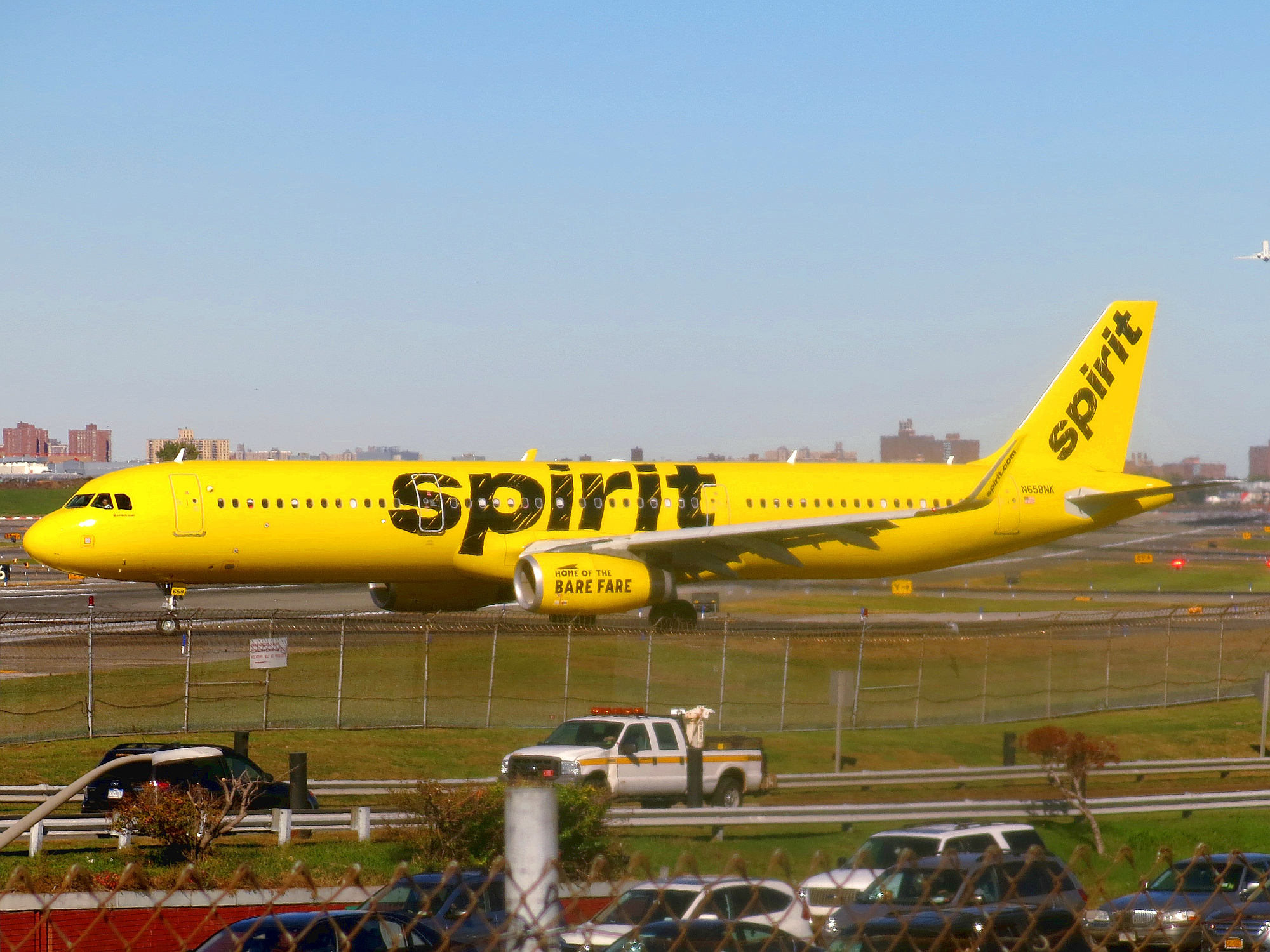
Een Spirit Airlines Airbus A321 taxiet op LaGuardia Airport bij New York. Het toestel heeft de huidige kleurstelling, geïntroduceerd in 2014, naar evenbeeld van een yellow cab.

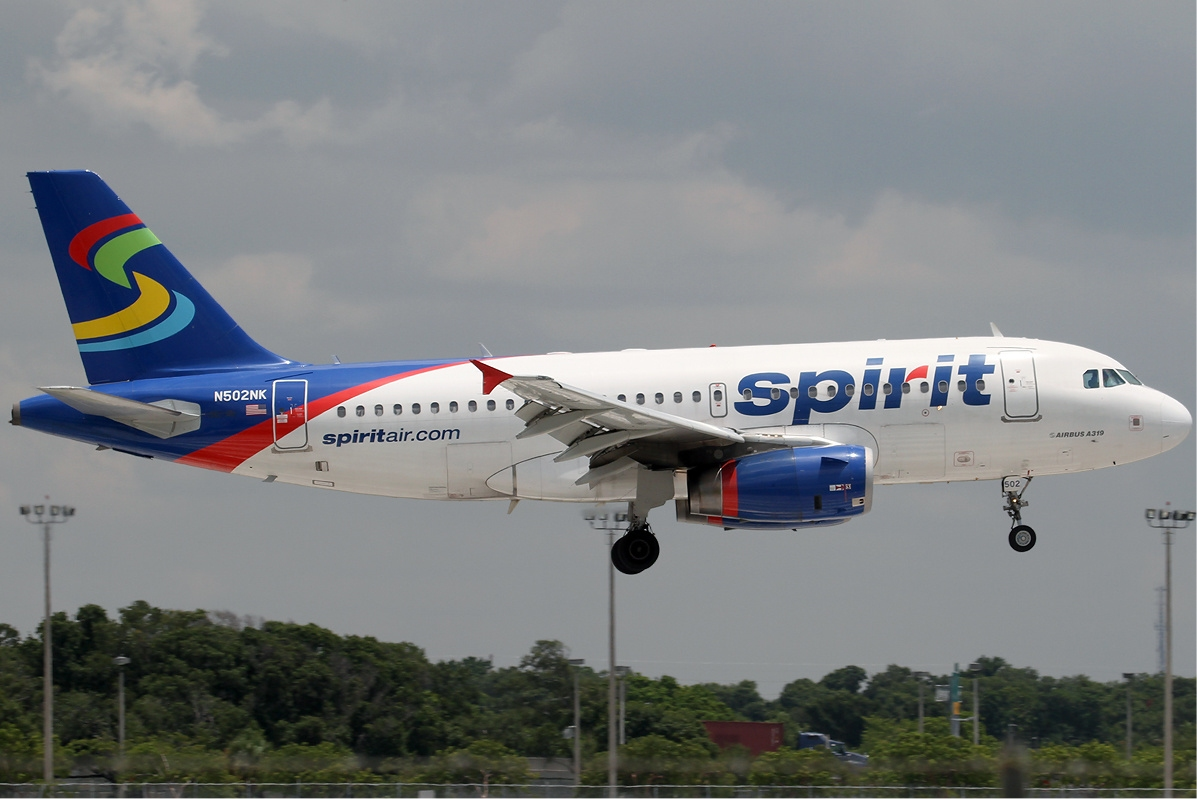
Een Airbus A319 landt op Fort Lauderdale-Hollywood International Airport (Florida) in 2010, in de vorige kleur- en huisstijl.

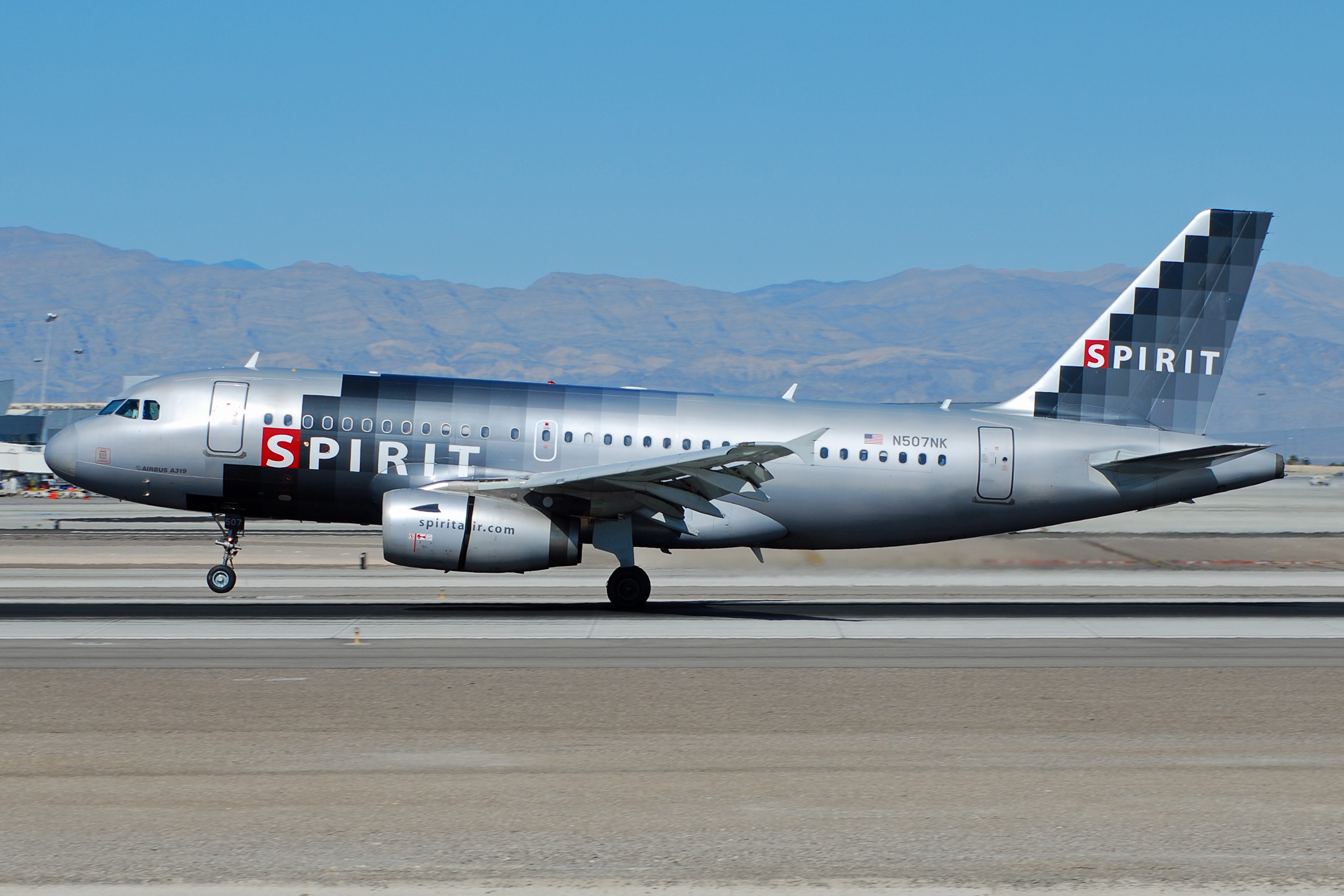
Een Spirit Airlines Airbus A319 landt op McCarran International Airport bij Las Vegas (Nevada), in de oudere huisstijl met grijze kleurstelling van midden jaren 2000

Hieronder volgt een overzicht van de courante vloot (in 2018) van Spirit Airlines, alsook de toestellen die voormalig bij de maatschappij in bedrijf zijn geweest, en thans zijn uitgefaseerd. De vloot is nog steeds groeiende, doordat er nog steeds meer nieuwe Airbus toestellen besteld zijn en uitgeleverd worden (dan er op dezelfde termijn gepland zijn om buiten dienst gesteld te worden).

### Huidige vloot
Sinds maart 2018 bestaat de Spirit Airlines vloot volledig en uitsluitend uit toestellen uit de Airbus 320-familie.
| Toestel         | In dienst | Orders | Passagiers | Passagiers | Passagiers | Noten[bronnen]                                 |
| Toestel         | In dienst | Orders | B          | E          | Totaal     | Noten[bronnen]                                 |
| --------------- | --------- | ------ | ---------- | ---------- | ---------- | ---------------------------------------------- |
| Airbus A319-100 | 31        | —      | 10         | 135        | 145        | 10 toestellen buiten dienst te stellen in 2021 |
| Airbus A320-200 | 57        | 5      | 4          | 174        | 178        | Leveringen tot en met 2019                     |
| Airbus A320-200 | 57        | 5      | 8          | 174        | 182        | Leveringen tot en met 2019                     |
| Airbus A320neo  | 5         | 50     | 8          | 174        | 182        | Eerste Amerikaanse maatschappij met A320neo    |
| Airbus A321-200 | 30        | —      | 8          | 220        | 228        |                                                |
| Totaal          | 123       | 55     |            |            |            |                                                |

### Voormalige vloot
De volgende toestellen (alle van McDonnel Douglas) hebben dienst gedaan in de vloot, vóór ze alle vervangen werden door (bovenstaande) vliegtuigen uit de Airbus 320-familie:
| Toestel                   | Totaal | Buiten dienst gesteld | Vervanging          |
| ------------------------- | ------ | --------------------- | ------------------- |
| McDonnell Douglas DC-9-20 | 3      | 2006                  | Airbus A320-familie |
| McDonnell Douglas DC-9-30 | 13     | 2006                  | Airbus A320-familie |
| McDonnell Douglas DC-9-40 | 2      | 2006                  | Airbus A320-familie |
| McDonnell Douglas MD-81   | 7      | 2006                  | Airbus A320-familie |
| McDonnell Douglas MD-82   | 14     | 2006                  | Airbus A320-familie |
| McDonnell Douglas MD-83   | 15     | 2006                  | Airbus A320-familie |
| McDonnell Douglas MD-87   | 2      | 2006                  | Airbus A320-familie |